# The Curse of Quon Gwon
The Curse of Quon Gwon: When the Far East Mingles with the West is een stomme film uit 1916, die vermoedelijk destijds nooit in de bioscoop is uitgebracht en lange tijd werd beschouwd als een verloren film. Na 90 jaar werd de film echter herontdekt; hij bleek in het bezit te zijn geweest van een familie. In 2006 werd de film gerestaureerd door het Academy Film Archive en Arthur Dong, en heruitgebracht in bioscopen.
De film is geregisseerd door Marion Wong. Zij is daardoor de eerste Amerikaanse regisseur met een Chinese achtergrond. De film werd in 2006 toegevoegd aan het National Film Registry.